# Трилогија Другачија: Одани
Трилогија Другачија: Одани - Први део (енгл. The Divergent Series: Allegiant) је научнофантастични филм из 2016. године редитеља Роберт Швенткеа и наставак филма Трилогија Другачија: Побуњени из 2015. године. Сценаристи су Стефен Чоски, Бил Колеџ, Адам Купер и Ноа Опенхајм по роману Побуњени Веронике Рот. Продуценти филма су Луси Фишер, Поуа Шабазиан и Даглас Вик. Музику је компоновао Џозеф Трапаниз
Глумачку екипу чине Шејлин Вудли, Тео Џејмс. Џеф Денијелс, Мајлс Телер, Ансел Елгорт, Зои Кравиц, Маргарет Кугли, Реј Стивенсон, Даниел Ди Ким, Бил Скарсгед, Октавија Спенсер и Наоми Вотс. 
Светска премијера филма је била одржана 18. марта 2016. у Сједињеним Америчким Државама. 
Буџет филма је износио 110 000 000 долара. Зарада од филма је 180 000 000 долара.

## Улоге
| Глумац           | Улога              |
| ---------------- | ------------------ |
| Шејлин Вудли     | Беатрис Прајор     |
| Тео Џејмс        | Тобиас Итон        |
| Џеф Денијелс     | Дејвид             |
| Мајлс Телер      | Питер Хејз         |
| Ансел Елгорт     | Кејлеб Прајор      |
| Зои Кравиц       | Кристина           |
| Маргарет Кугли   | Тори Ву            |
| Реј Стивенсон    | Маркус Итон        |
| Даниел Ди Ким    | Џек Канг           |
| Бил Скарсгед     | Метју              |
| Октавија Спенсер | Џоана Рејес        |
| Наоми Вотс       | Евелин Џонсон-Итон |